# Westuniversität Vasile-Goldiș Arad

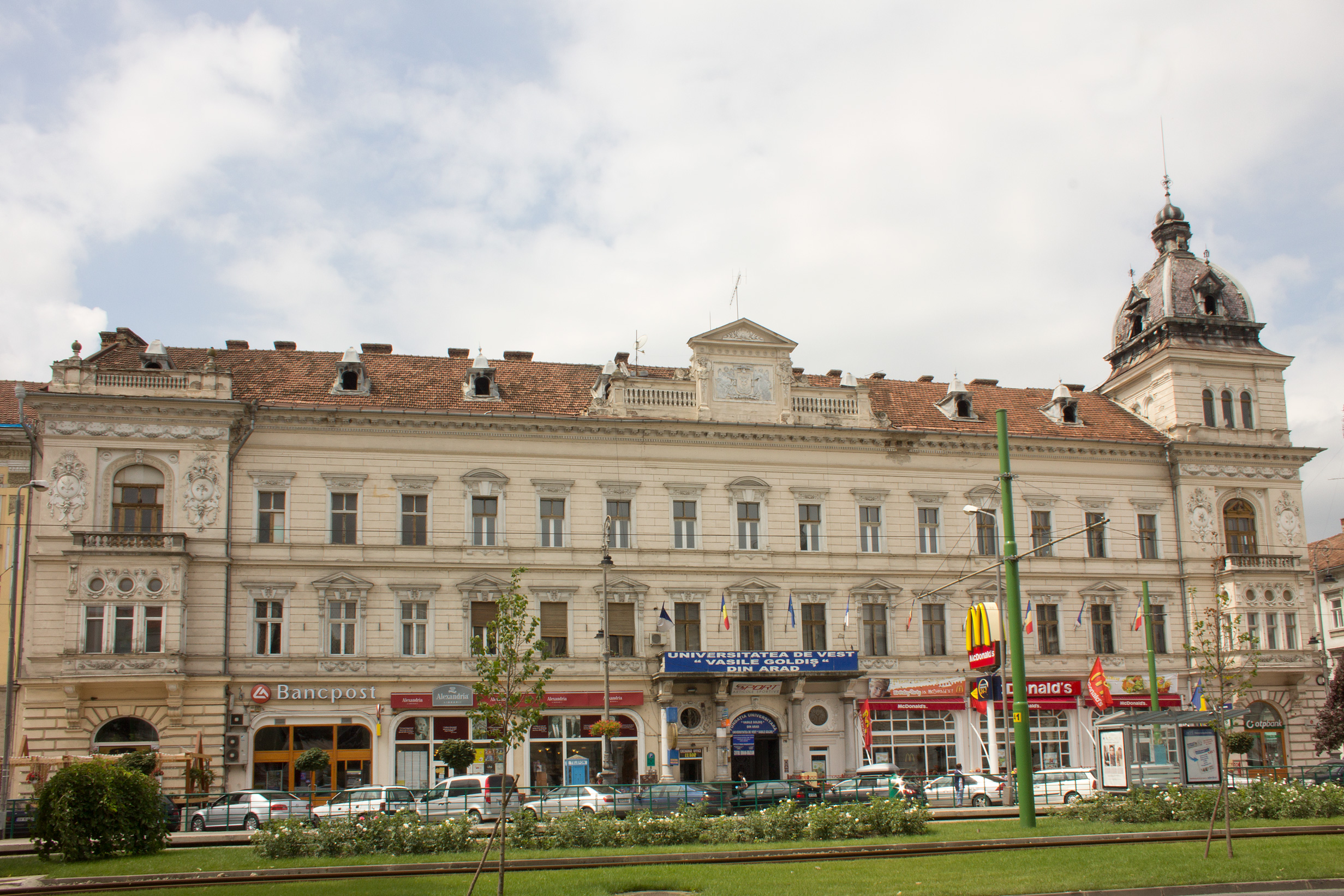
Vasile-Goldiș-Universität Arad

Die Westuniversität Vasile-Goldiș (rumänisch: Universitatea de Vest Vasile Goldiș) ist eine private Universität in Arad.

## Beschreibung
Die Gründung erfolgte am 26. April 1990. Die Universität hatte das Ziel, Spezialisten im medizinischen, naturwissenschaftlichen und juristischen Bereich auszubilden. Gründer und Präsident der Universität ist Aurel Ardelean. Die feierliche Eröffnung fand am 15. Oktober 1990 im Saal des Arader Theaters statt.
Ursprünglich hatte die Universität zwei Fakultäten, die Fakultät für Rechtswissenschaften und die Fakultät für Marketing, Management und Informatik. Beginnend mit dem Studienjahr 1991–1992 kamen die Fakultäten für Zahnmedizin und das Kollegium für Zahntechnik dazu. In den beiden darauffolgenden Jahren wurden die Fakultäten für Allgemeinmedizin und Sport (1993), die Fakultät für Humanwissenschaften und das pädagogische Kollegium (1994) ins Leben gerufen.
Die Universität bildet jährlich 15.000 Studenten aus und ist Unterzeichnerin des Bologna-Prozesses.

## Fakultäten
- Fakultät für Allgemeinmedizin
- Fakultät für Pharmazie
- Fakultät für Zahnmedizin
- Fakultät für Wirtschaftswissenschaften, Naturwissenschaften und Ingenieurwesen
- Fakultät für Rechtswissenschaften
- Fakultät für Sozialwissenschaften, Politik und Verwaltung
- Fakultät für Leibeserziehung und Sport

## Leitung
- Aurel Ardelean – Gründungspräsident †
- Coralia A. Cotoraci – Rektor
- Petru Darău – Prorektor
- Anca Hermenean – Prorektor
- Cristian Bențe – Prorektor
- Andrei Anghelina – Prorektor
- Aristide Sorin Bașchir – Senatspräsident